# Llangeitho
Llangeitho è un villaggio con status di community del Galles centro-occidentale, facente parte della contea del Ceredigion (contea tradizionale: Cardiganshire) e situato lungo il corso del fiume Aeron. L'intera community conta una popolazione di circa 700 abitanti.
Il villaggio è storicamente ricordato per i suoi legami con il cosiddetto metodismo gallese.

## Geografia fisica
Llangeitho si trova a sud-est del villaggio di Bethania, tra i villaggi di Bwlch-llan e Tregaron (rispettivamente ad est del primo e ad ovest del secondo).

## Origini del nome
Il toponimo Llangeitho significa letteralmente "chiesa (llan) di San Ceitho".

## Storia
Nella seconda metà del XVIII secolo, a Llangeitho operava il metodista Daniel Rowland (1713-1790): originario di Nantcwnlle, nelle sue prediche, tenute nella cappella del paese, parlava di peccati, morte e inferno.

## Monumenti e luoghi d'interesse
Principale edificio di Llangeitho è la chiesa dedicata a San Ceitho: di origine medievale o post-medievale, fu ricostruita nel 1760, nel 1764 e  nel 1814 o 1821.
Nei pressi della chiesa, si trova la cosiddetta "sorgente di San Ceitho", da cui, secondo la credenza popolare, sgorgherebbe acqua calda in inverno e acqua fredda d'estate.

## Società

### Evoluzione demografica
Nel 2018, la popolazione stimata della community di Llangeitho era pari a 727 abitanti, di cui 372 erano donne e 355 erano uomini.
La popolazione al di sotto dei 18 anni era stimata 97 unità (di cui 49 erano i bambini al di sotto dei 10 anni), mentre la popolazione dai 60 anni in su era stimata in 312 unità (di cui 55 erano le persone dagli 80 anni in su).
La community ha conosciuto un decremento demografico rispetto al 2011, quando la popolazione censita era pari a 819 unità e al 2001, quando la popolazione censita era pari a 874 unità.